# ميجان فولوز
ميجان فولوز (بالإنجليزية: Megan Follows)‏ (و. 1968  م) هي ممثلة تلفزيونية، وممثلة مسرحية، وممثلة أفلام، وممثلة صوت كندية، ولدت في تورونتو.

## التعليم
تعلمت في مدرسة الجامعة الثانوية ‏.

## وصلات خارجية
- ميجان فولوز على موقع IMDb (الإنجليزية)
- ميجان فولوز على موقع ألو سيني (الفرنسية)
- ميجان فولوز على موقع أول موفي (الإنجليزية)
- ميجان فولوز على موقع قاعدة بيانات الأفلام السويدية (السويدية)
- ميجان فولوز على موقع إن إن دي بي (الإنجليزية)
- ميجان فولوز على موقع قاعدة بيانات الفيلم (الإنجليزية)
- ميجان فولوز على موقع كينوبويسك (الروسية)